# Loutremange
Ne doit pas être confondu avec Lutremange ou Lantremange.
Loutremange est une ancienne commune française du département de la Moselle en région Grand Est. Elle est associée à la commune de Condé-Northen depuis 1979.

## Géographie
Le village est situé à l'est de Condé-Northen et sur la rive droite de la Nied allemande.

## Toponymie
- Leutermingas (825)[1], Leotermingis (1139), Louderdange (1308)[2], Lontremange (1793)[3], Lautermanges et Landthrum (1794)[2], Loutremange (1801)[3].
- En allemand : Lautermingen[2].
- Durant le XIXe siècle, Loutremange était également connu au niveau postal sous l'alias de Lautrem[4].

## Histoire
Était une annexe de la paroisse de Varize dans le bailliage de Boulay.
Village touché par l'épidémie de choléra en 1848-1849.
Le 1er juin 1979, la commune de Loutremange est rattachée à celle de Condé-Northen sous le régime de la fusion-association.

## Héraldique
| Blason de Loutremange | Blason  | Écartelé : aux 1er et 4e d'or à la croix ancrée de gueules, au 2e de gueules à la fasce d'argent surmontée d'une rose d'or, au 3e de gueules à la fleur de lis d'argent florencée de deux palmes de sinople. |
| Blason de Loutremange | Détails | Adopté en février 1950. |

## Administration
| Période                                  | Période | Identité                  | Étiquette | Qualité |
| ---------------------------------------- | ------- | ------------------------- | --------- | ------- |
| 1940                                     | 1945    | Suppression de la commune |           |         |
| 1945                                     | 1947    | Charles Mathieu           |           |         |
| 1947                                     | 1953    | Henri Becker              |           |         |
| 1953                                     | 1955    | Ernest Hilt               |           |         |
| 1955                                     | 1975    | Théophile Hartard         |           |         |
| 1975                                     | 1979    | Hubert Mathieu            |           |         |
| Les données manquantes sont à compléter. |         |                           |           |         |

| Période                                  | Période | Identité       | Étiquette | Qualité |
| ---------------------------------------- | ------- | -------------- | --------- | ------- |
| 1979                                     |         | Hubert Mathieu |           |         |
| Les données manquantes sont à compléter. |         |                |           |         |

## Démographie
| 1793 | 1800 | 1806 | 1821 | 1836 | 1841 | 1861 | 1866 | 1872 |
| ---- | ---- | ---- | ---- | ---- | ---- | ---- | ---- | ---- |
| 157  | 150  | 167  | 154  | 187  | 159  | 133  | 161  | 141  |

| 1876 | 1881 | 1886 | 1891 | 1896 | 1901 | 1906 | 1911 | 1921 |
| ---- | ---- | ---- | ---- | ---- | ---- | ---- | ---- | ---- |
| 140  | 117  | 102  | 100  | 94   | 82   | 75   | 88   | 73   |

| 1926 | 1931 | 1936 | 1946 | 1954 | 1962 | 1968 | 1975 | - |
| ---- | ---- | ---- | ---- | ---- | ---- | ---- | ---- | - |
| 78   | 72   | 61   | 58   | 48   | 37   | 36   | 42   | - |

## Lieux et monuments
- Chapelle Saint-Nicolas (1764)
- Passage d'une voie romaine